# Saari, Enontekis
Saari är en ö i Finland. Den ligger i Könkämäälven och i kommunen Enontekis i den ekonomiska regionen  Fjäll-Lappland  och landskapet Lappland, i den norra delen av landet, 900 km norr om huvudstaden Helsingfors. Öns area är 29 hektar och dess största längd är 1,2 kilometer i sydöst-nordvästlig riktning.